# Кольцовский колхоз
Кольцовский ордена Ленина колхоз имени Ленина (ранее — Кольцовский ордена Ленина колхоз имени Сталина) — сельскохозяйственное предприятие Вурнарского района Чувашской АССР. Центральная усадьба находилась в селе Кольцовка Вурнарского района.
Колхоз получил широкую известность в СССР в связи с тем, что в нём работали 13 Героев Социалистического труда, один из которых был удостоен этого звания дважды.

## История
В 1927 году в селе Кольцовка по предложению уездного комитета ВКП(б) было организовано товарищество по совместной обработке земли (ТОЗ). Весной 1929 года по инициативе бедняков и середняков была организована сельскохозяйственная артель. Большую помощь при этом оказал двадцатипятитысячник Михаил Иванович Абрамов. Председателем артели был избран 20-летний юноша Сергей Ксенофонтович Коротков.
Колхоз был организован в 1929-м году, и первоначально назывался Колхоз имени Сталина. Председателем был избран комсомолец С. К. Коротков. В 1933 колхоз добивается 100-пудового урожая и заносится на Всесоюзную Красную доску.
В 1934 в колхозе проводится 3-й съезд колхозников-ударников Чувашии.
В 1940 году колхоз намолотил по 24,2 ц. зерновых  с  каждого  гектара. В 1940 Кольцовский колхоз стал участником ВСХВ в Москве, награждён орденом Ленина.
Колхоз строил дома колхозникам, создавал условия для досуга. Колхозом были построены детсад, сельский Дом культуры, школа, в 1947 - больница, с 1961 открылся  автомобильный маршрут Кольцовка — Вурнары.
В годы Великой Отечественной войны В  колхозе  работали  старики,  женщины, подростки. Председателем колхоза  работал Антонин Дмитриевич Васянин: в 1943-м году, несмотря на неблагоприятные погодные  условия, собрано по 17 ц. зерна с гектара, в 1944 - по 22-32 ц. зерна с гектара и сдано государству 357 тн. Колхозники из своих сбережений продали государству 10000 пудов хлеба. В 1943 году несмотря на неблагоприятные погодные условия, колхоз собрал с каждого гектара в среднем по сто пудов зерна, а  в  1944  году  колхоз  собрал  на  площади  617  гектаров  в  среднем  по  22 –32 центнера зерна с гектара и дал государству в порядке поставок 1944 года 3572 центнера. Председатель СНК СССР И. В. Сталин дважды присылал телеграмму колхозникам с благодарностью. В годы Великой Отечественной войны колхозники отправляли на фронт теплое  обмундирование, государству  продали  из  своих  личных  запасов  в 1943 году    10  тысяч  пудов  хлеба.  Колхозники  внесли  полмиллиона  рублей  на строительство  танков  и  самолётов. Председатель  колхоза  имени  Сталина  А. Васянин  внес на строительство самолёта 100 тысяч рублей.
Указом Президиума Верховного Совета СССР  13 колхозникам были присвоены звания Героев Социалистического Труда. 24 колхозника награждены орденами Ленина, двое - орденами Октябрьской революции.
Слава колхоза пошла по всей  стране. Приезжали  сюда  делегации со всех  концов  страны  посмотреть  воочию и перенять их  опыт.  Охотно  делились    своим  опытом    Герои,  рассказывали,  как  добились получения  высоких урожаев. Поля  колхоза стали  называть «Долиной Героев».
Колхозники Кольцовского ордена Ленина колхоза имени Сталина Вурнарского района вступили в социалистическое соревнование с колхозниками артели имени Сталина Хустовского района Закарпатской области Украинской ССР.
Председателем колхоза был Доманин Александр Федорович (1961-1976). За время его правления была построена асфальтированная дорога, и проведёно
централизованное  водоснабжение.  Был председателем Храмов  Николай  Семенович (1976-1995). За годы его правления в колхозе были построены: животноводческий комплекс, 3х этажный 24х квартирный дом, 7 двух квартирных домов, 5 одноквартирных домов, 1 трёх квартирный дом. Эта
жилплощадь предназначалась для молодых специалистов работающих в колхозе. Также им было построено детский садик на 50 мест, сельский дом культуры на 350  мест,  было  отреставрировано  здание  Кольцовской  средней  школы  после пожара.
Лица: Милицков  Николай  Петрович,  Доманин  Александр  Александрович, Гончаров  Михаил    Алексеевич,  Доманин  Александр  Александрович,  Михайлов Валерий Семенович.
В 2004 году колхоз был присоединен к СХПК имени дважды Героя Социалистического Труда С. К. Короткова, который в свою очередь был переименован и перерегистрирован в Свердловской области.

## Колхозники — Герои Социалистического Труда
- Ашанин, Александр Данилович — Герой Социалистического Труда
- Ашанин, Василий Данилович — Герой Социалистического Труда
- Доманин, Александр Фёдорович — Герой Социалистического Труда
- Елдырёва, Татьяна Фёдоровна — Герой Социалистического Труда
- Ерошина, Елизавета Ефимовна — Герой Социалистического Труда
- Коротков, Сергей Ксенофонтович — дважды Герой Социалистического Труда
- Михейкин, Николай Яковлевич — Герой Социалистического Труда
- Попкова, Валентина Тимофеевна — Герой Социалистического Труда
- Пронькин, Иван Тимофеевич — Герой Социалистического Труда
- Пупин, Пётр Прокопьевич — Герой Социалистического Труда
- Саканин, Иван Степанович — Герой Социалистического Труда
- Саканина, Валентина Михайловна — Герой Социалистического Труда
- Суров, Николай Семёнович — Герой Социалистического Труда